# Cilangcang
Cilangcang is een bestuurslaag in het regentschap Majalengka van de provincie West-Java, Indonesië. Cilangcang telt 1213 inwoners (volkstelling 2010).